# Tunnels de la Rovira
Pour les articles homonymes, voir Rovira.
Les tunnels de la Rovira (en catalan : Túnels de la Rovira) sont deux tunnels autoroutiers parallèles, construits sous la montagne du Turó de la Rovira, à Barcelone, œuvres de l'architecte Beth Galí.

## Histoire
Le projet date originellement de l'année 1962, pendant la dictature.
Au début des années 1970, sous la transition démocratique, il revient d'actualité afin d'améliorer la connexion entre les quartiers du Guinardó de Barcelone. Une première perforation a lieu pour aménager des tunnels sous le Turó de la Rovira.
Après de nombreux retards, la finalisation des travaux est confiée dans les années 1980 à l'architecte Beth Galí, devenue célèbre grâce à son œuvre mémorielle du Fossar de la Pedrera, à Montjuïc. Les tunnels entrent en service en 1987. Ils sont désormais l'un des axes les plus fréquentés de l'aire métropolitaine barcelonaise et une œuvre d'ingénierie architecturale renommée.

## Galerie

Vues des tunnels de la Rovira
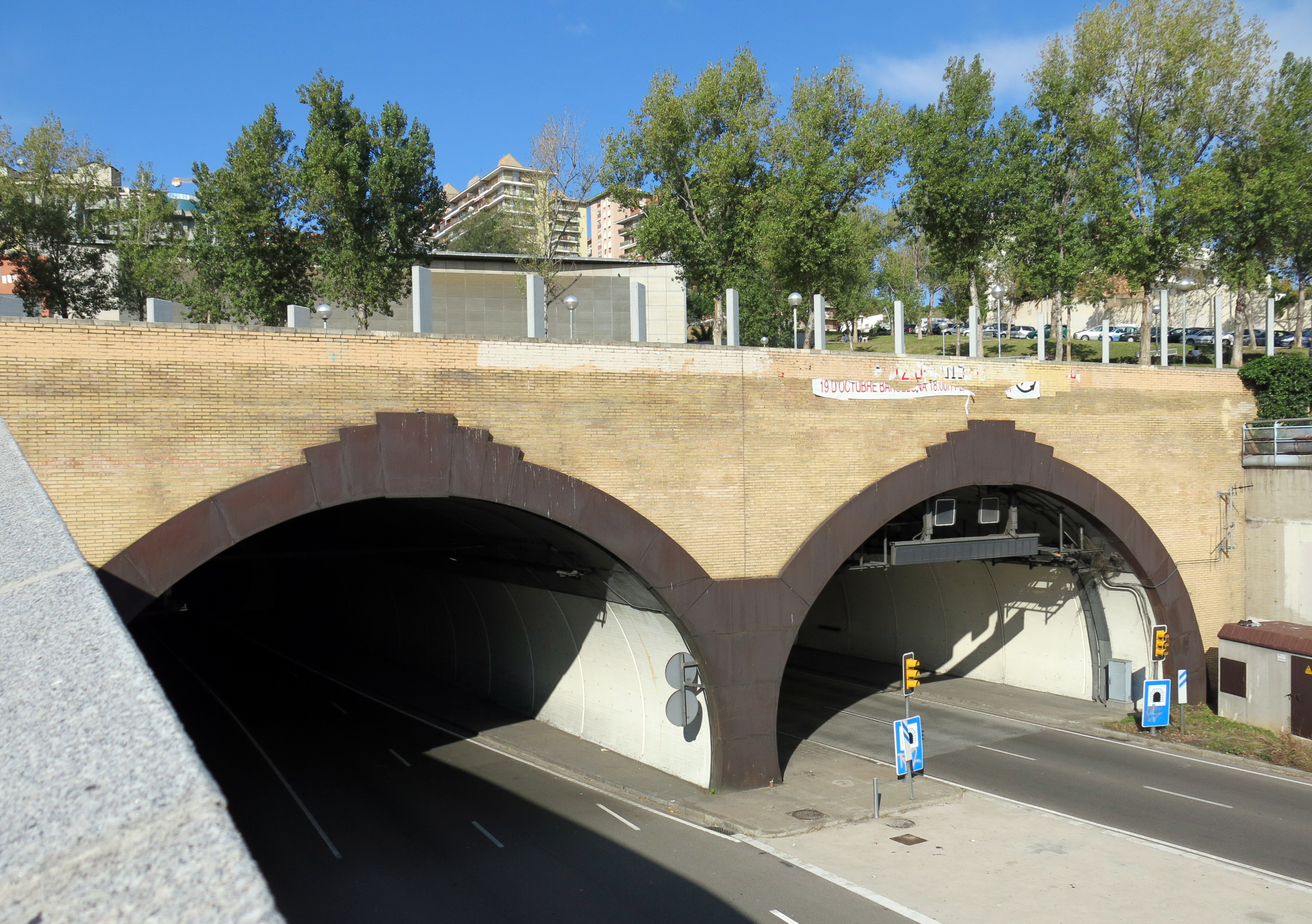
Entrée sud.
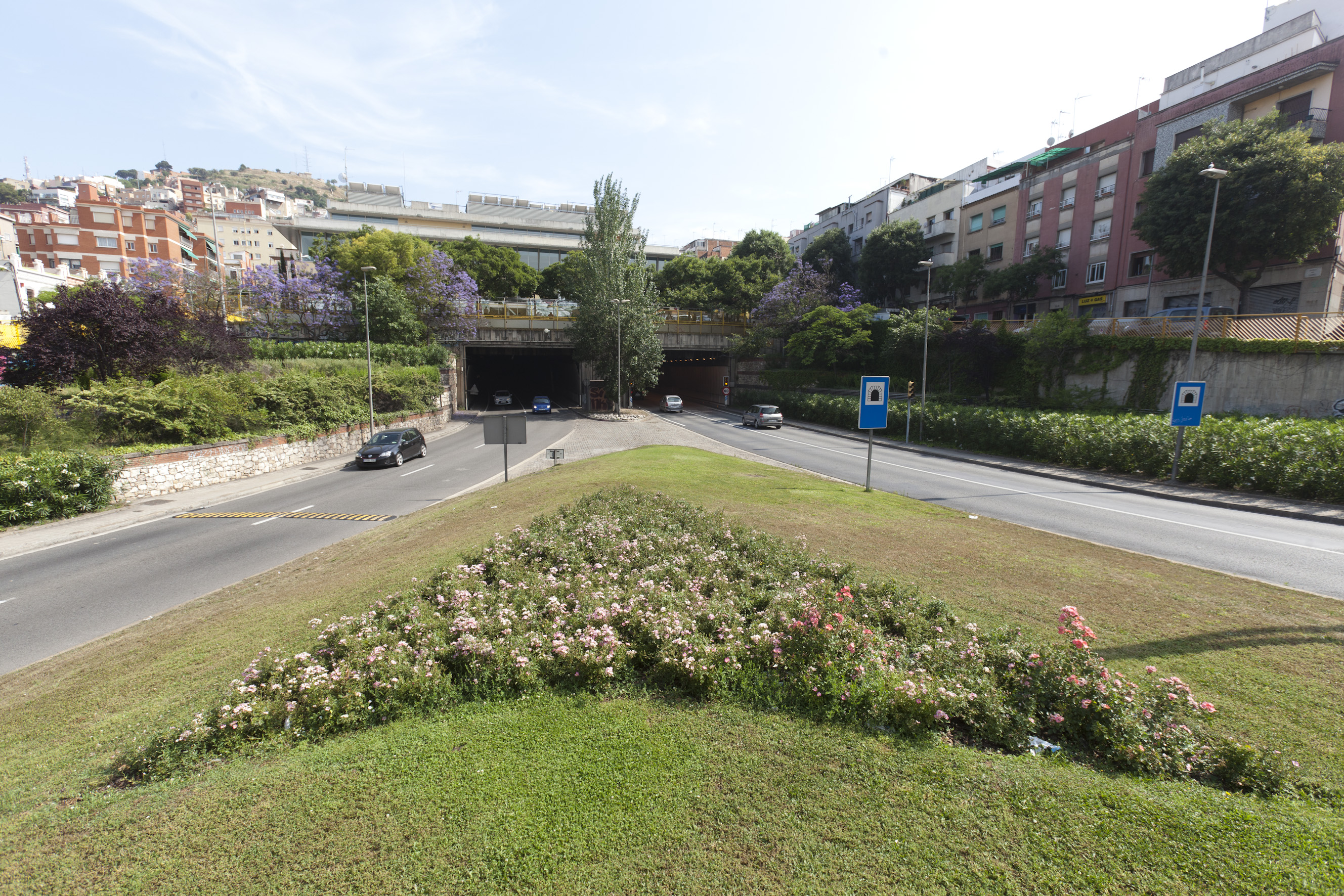
Terre-plein.
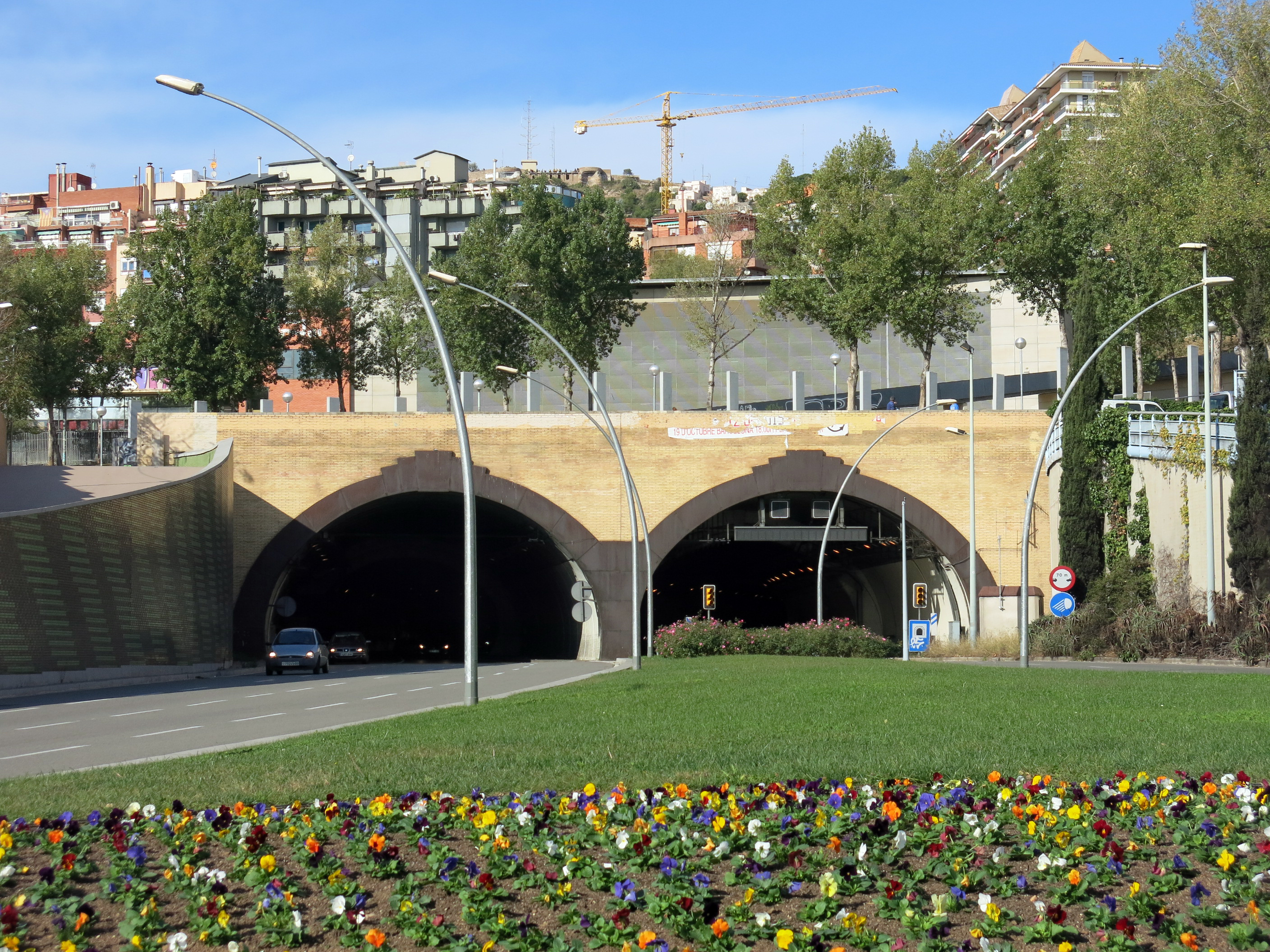
Vue générale.